# Distretto di Beroun
Il distretto di Beroun (in ceco okres Beroun) è un distretto della Repubblica Ceca nella regione della Boemia Centrale. Il capoluogo di distretto è la città di Beroun.

## Geografia antropica
Il distretto conta 85 comuni:

### Città
- Beroun
- Hořovice
- Hostomice
- Králův Dvůr
- Zdice
- Žebrák

### Comuni mercato
- Cerhovice
- Karlštejn
- Komárov
- Liteň

### Comuni
- Bavoryně
- Běštín
- Broumy
- Březová
- Bubovice
- Bykoš
- Bzová
- Chaloupky
- Chlustina
- Chodouň
- Chrustenice
- Chyňava
- Drozdov
- Felbabka
- Hlásná Třebaň
- Hředle
- Hudlice
- Hvozdec
- Hýskov
- Jivina
- Koněprusy
- Korno
- Kotopeky
- Kublov
- Lážovice
- Lhotka
- Libomyšl
- Loděnice
- Lochovice
- Lužce
- Malá Víska
- Málkov
- Měňany
- Mezouň
- Mořina
- Mořinka
- Nenačovice
- Nesvačily
- Neumětely
- Nižbor
- Nový Jáchymov
- Olešná
- Osek
- Osov
- Otmíče
- Otročiněves
- Podbrdy
- Podluhy
- Praskolesy
- Rpety
- Skřipel
- Skuhrov
- Srbsko
- Stašov
- Suchomasty
- Svatá
- Svatý Jan pod Skalou
- Svinaře
- Tetín
- Tlustice
- Tmaň
- Točník
- Trubín
- Trubská
- Újezd
- Velký Chlumec
- Vinařice
- Vižina
- Vráž
- Všeradice
- Vysoký Újezd
- Zadní Třebaň
- Zaječov
- Záluží
- Železná